# Clessé, Saône-et-Loire
Clessé är en kommun i departementet Saône-et-Loire i regionen Bourgogne-Franche-Comté i östra Frankrike. Kommunen ligger i kantonen Lugny som tillhör arrondissementet Mâcon. År 2022 hade Clessé 834 invånare.

## Befolkningsutveckling
Antalet invånare i kommunen Clessé
| Referens: INSEE |